# 大行院 (川口市)
大行院（だいぎょういん）は、埼玉県川口市にある本山修験宗の寺院。

## 歴史
創建年代は不明である。ただ境内に1285年（弘安8年）と1288年（正応元年）に造立された板碑があることから、鎌倉時代には既に存在していたものと推測される。
江戸時代には、当地における修験道本山派の中心寺院となっていた。明治初期の神仏分離により、天台宗に属することになった。戦後は天台宗から分離し、本山修験宗に属することになった。

## 交通アクセス
- 路線バス芝下町停留所より徒歩4分。